# Elisabeth Scheuring

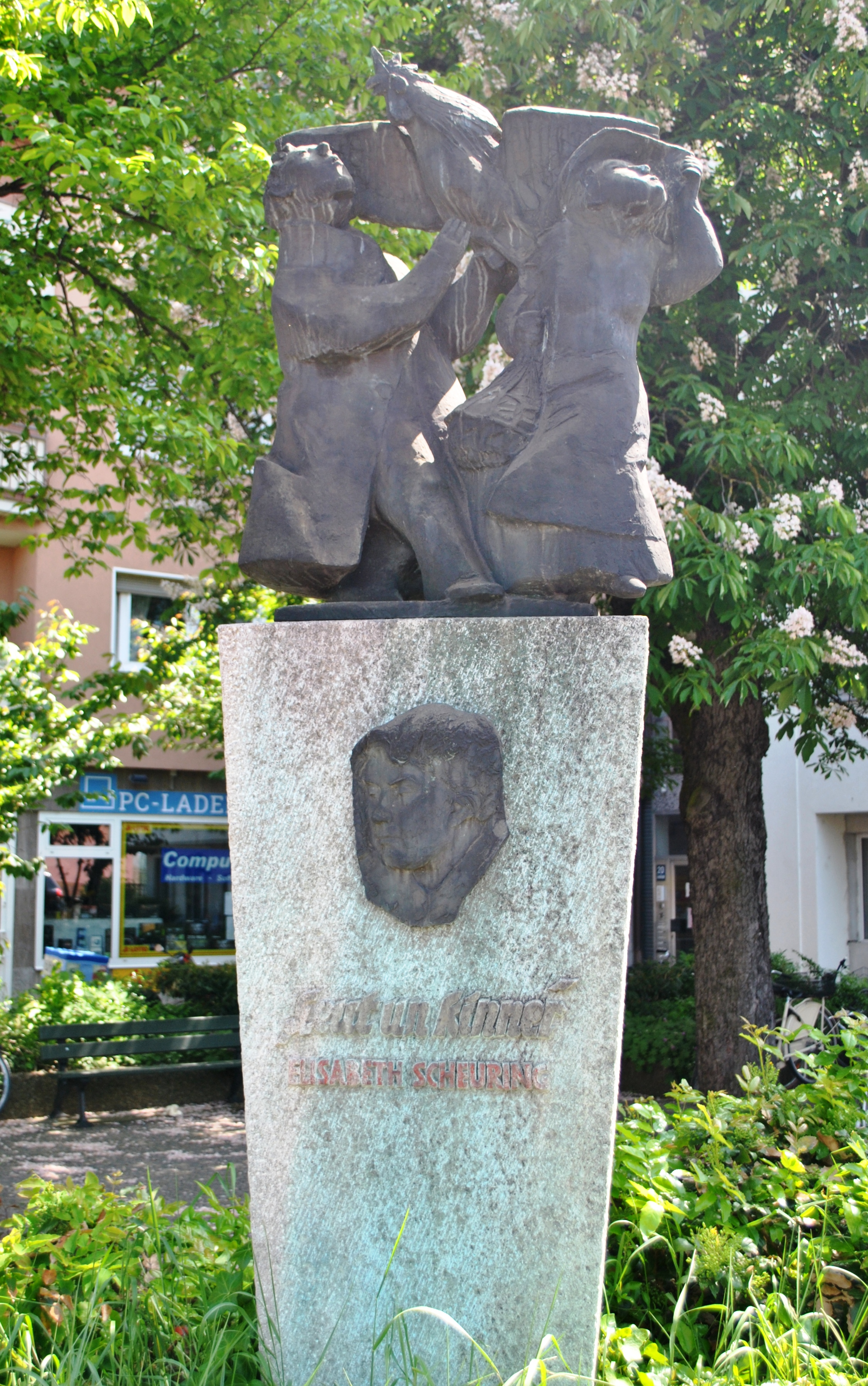
Im Würzburger Stadtteil Grombühl wurde Elisabeth Scheuring ein Denkmal des Künstlers Otto Sonnleitner geschaffen

Elisabeth Scheuring (geboren als Elisabeth Wolz; * 5. Januar 1897 in Volkach; † 14. Mai 1971 in Würzburg) war eine deutsche Sekretärin, die vor allem als Dichterin bekannt wurde. Sie veröffentlichte Texte in ostfränkischer Mundart. 

## Leben
Elisabeth Scheuring wurde am 5. Januar 1897 als Elisabeth Wolz in der unterfränkischen Stadt Volkach geboren, die damals Teil des Bezirksamtes Gerolzhofen war. Vielleicht war der Vater Philipp Wolz hier als Bäcker tätig. Elisabeth verbrachte ihre ersten Lebensjahre in einem Haus am unteren Marktplatz der Stadt, die im Erdgeschoss eine Bäckerei beherbergte. Die Familie zog allerdings nach Würzburg, als Elisabeth sieben Jahre alt war. Während ihrer Schulzeit lebte sie im Ingolstadter Hof in der gleichnamigen Straße der Altstadt, wo der Vater einen kleinen Betrieb hatte.
Nach der Schule begann Elisabeth eine Tätigkeit als Sekretärin bei den Schokoladenwerken Frankonia, die in der Würzburger Zeppelinstraße im Stadtbezirk Frauenland saßen. Scheuring heiratete einen Vorhandwerker, der bei der Reichsbahn arbeitete. Mit ihm zog sie in den Würzburger Stadtteil Grombühl, der von Eisenbahnersiedlungen geprägt war. Scheuring begann ab 1930 mit dem Schreiben. Vor 1945 machte man sie zur Verfasserin der Jugendseite im Würzburger General-Anzeiger. Ab 1949 war Scheuring dann als Kolumnistin für die Main-Post tätig und berichtete aus dem Würzburger Arbeiterstadtteil Grombühl.
Elisabeth Scheuring starb am 14. Mai 1971 mit 74 Jahren und wurde auf dem Würzburger Hauptfriedhof beigesetzt. Obwohl das Grab heute aufgelöst ist, erinnert hier seit dem Jahr 2000 eine Sandsteintafel an die Dialektdichterin. Bereits im Jahr 1977 war sie mit einem Denkmal an der Grombühlbrücke geehrt worden, das der Würzburger Bildhauer Otto Sonnleitner geschaffen hatte. Seit 2016 wird außerdem eine Straße im neuen Stadtteil Hubland nach Elisabeth Scheuring benannt.

## Werke (Auswahl)
Elisabeth Scheuring schrieb zunächst überwiegend Texte, die sie in Hochdeutsch verfasste. Erst ab den 1940er Jahren entstanden vermehrt Werke in ostfränkischer Mundart. Insbesondere der Dialekt des Würzburger Stadtteils Grombühl wurden in ihrem Werk aufgegriffen. Daneben thematisierte sie immer wieder auch das fränkische Weinland und ihre Geburtsstadt Volkach. Von 1949 bis zu ihrem Tod 1971 schrieb sie die Kolumne „Wunderliche G’stalte“ über „Würzburger und andere Originale“, die in der Main-Post erschien. Scheuring bebilderte ihre Gedichte auch mit eigenhändigen Zeichnungen. 
- Fasenachtszauber und Weltuntergang. In: Main-Post vom 3. Februar 1962. Würzburg 1962.[3]
- posthum: Leut’ und Kinner. Heitere Mundartgedichte in Unterfranken. Mainpresse-Verlag, Würzburg 1982.